# Geert van Istendael
Geert van Istendael, officieel Geert Maria Mauritius Julianus Vanistendael (Ukkel, 29 maart 1947) is een prozaschrijver, dichter, essayist, publicist en vertaler. Voorheen was hij ook journalist en nieuwslezer.

## Biografie

### Achtergrond, opleiding en journalistieke carrière
Van Istendael groeide op in een internationaal gericht en intellectueel milieu. Zo was zijn vader August Vanistendael, die drie dichtbundels publiceerde, persoonlijk raadgever van de (West-)Duitse bondskanselier Konrad Adenauer en kardinaal Frings van Keulen. Van Istendael bracht een gedeelte van zijn jeugd door in de Nederlandse stad Utrecht, in de wijk Oog in Al, en heeft sindsdien een grote (doch niet altijd onkritische) liefde voor Nederland en de Nederlanders gekoesterd. Hij is de broer van Frans Vanistendael, oud-hoogleraar fiscaal recht aan de Katholieke Universiteit Leuven en aldaar tot 2005 decaan van de faculteit rechtsgeleerdheid en van Stefan Vanistendael, publicist en demograaf.
Van Istendael studeerde sociologie en filosofie aan de Katholieke Universiteit Leuven. Van 1978 tot 1993 was hij verslaggever en nieuwslezer bij de BRT (tot 1991) en de BRTN. Hij maakte vooral reportages over de Belgische politiek, over architectuur en stedenbouw in Brussel en over Duitsland, in het bijzonder over de toenmalige DDR.

### Literaire carrière
Sinds 1993 is hij zelfstandig schrijver. Als essayist, columnist, polemist, dichter en prozaschrijver blijft hij gefascineerd door het Belgische politieke bestel en in het bijzonder door zijn geboorte- en woonstad Brussel. Hij schrijft bewust een heel toegankelijke poëzie met een thematische voorkeur voor het alledaagse eigentijdse en met een duidelijk humanitair engagement. Zijn poëzie breekt met een maatschappij die zichzelf verliest in "de desastreuze modernisering" van een geïndustrialiseerde en technologische wereld waar de mens en de menselijkheid dreigen verdrukt te worden.
Bij een groot lezerspubliek heeft hij vooral bekendheid verworven met boeken als Het Belgisch labyrint, of De schoonheid van de wanstaltigheid (1989) en Alle uitbarstingen (2001). In 2005 verscheen Mijn Nederland, als antwoord op de vraag Holland te verklaren voor radeloze Hollanders.
Van Istendael wordt gewaardeerd als vertaler van Duitse auteurs als Goethe, Heine, Brecht, Fried en Kahlau die hij grotendeels vertaalde samen met dichter Koen Stassijns. Van Istendael gebruikte als eerste de term Verkavelingsvlaams.
In meerdere debatten heeft hij aangegeven in een Heel-Nederland, een Benelux, te geloven, waarin de talen Duits, Frans en Nederlands en de culturen elkaar ontmoeten en verrijken. Van Istendael woonde in Sint-Lambrechts-Woluwe, een van de negentien gemeenten van het Brussels Hoofdstedelijk Gewest. Eind 2017 verliet hij Brussel om in een dorp te gaan wonen.

### Eerbetoon
In 1995 werd hij bekroond met de Geuzenprijs.
In 2007 publiceerde zijn dochter Judith Vanistendael het stripalbum De maagd en de neger, dat op een kort verhaal van haar vader is gebaseerd. In 2009 kreeg hij een eredoctoraat van de Open Universiteit.
Van 2007 tot 2010 was hij voorzitter van PEN Vlaanderen.